# Алехандро Леррус
Алехандро Леррус-і-Гарсія (ісп. Alejandro Lerroux y García; 4 березня 1864 — 25 червня 1949) — іспанський державний і політичний діяч, одна з ключових постатей Другої республіки, тричі очолював уряд.

## Життєпис
Народився в родині військового ветеринара. Спробував розпочати військову кар'єру, втім одразу ж залишив армію. Вивчав право в університеті Ла-Лагуна (Тенерифе). Після цього переїхав до Барселони, де розпочав кар'єру журналіста.
1901 року був вперше обраний до лав іспанського парламенту. 1907 року був змушений тимчасово виїхати з країни, оскільки йому загрожувало судове переслідування за одну з його статей. 1909 року група прибічників партії Лерруса, так звані «молоді варвари», взяла участь в антимілітаристському повстанні в Каталонії, відомому як «Трагічний тиждень». Після цього Леррусу знову довелось тікати з країни, рятуючись від урядових репресій. Повернувшись на батьківщину, знову був обраний до парламенту за результатами виборів 1910 року. Незважаючи на низку корупційних скандалів, неодноразово переобирався депутатом іспанського парламенту.
За часів диктатури Мігеля Прімо де Рівери 1923—1930 років Леррус був змушений знизити свою політичну активність. Тим не менше, Леррус залишався одним з найвідоміших та найпопулярніших діячів іспанського республіканізму. 1931 року, після зречення короля та проголошення в Іспанії республіки, Республіканський комітет, членом якого був і Леррус, став першим тимчасовим урядом ново проголошеної держави. Сам Леррус у тому кабінеті отримав пост міністра закордонних справ.
12 вересня 1933 року Леррус вперше очолив уряд. Однак створити стабільний кабінет він не зміг, через що був змушений піти у відставку вже за 27 днів. Після виборів 1933 року Леррус удруге зайняв пост прем'єр-міністра. Від того моменту в Іспанії почалась так звана «Консервативна [Чорна] дворічка». 28 квітня 1934 року Леррус вийшов у відставку після відмови президента Алькальї Самори Нісето підписати указ про амністію для військовослужбовців, які брали участь в «Санхурхаді», антиреспубліканському закладі 1932 року. 4 жовтня 1934 року Леррус утретє став прем'єр-міністром, одночасно зайнявши пост військового міністра.
Край політичній кар'єрі Лерруса поклали корупційні скандали восени 1935 року, пов'язані з дозволом на відкриття казино, що було заборонено іспанським законодавством. На наступних виборах Леррус навіть не зміг стати депутатом.
Після початку громадянської війни Леррус вирішив залишити Іспанію та виїхав до Португалії. Повернувся на батьківщину лише 1947 року, за два роки до своєї смерті.